# Parafia św. Michała Archanioła w Słupicach

## Historia
Kościół w Słupicach
Parafia św. Michała Archanioła w Słupicach znajduje się w dekanacie dzierżoniowskim w diecezji świdnickiej. Kościół w tej miejscowości wzmiankowany był już w 1400, ale obecny, murowany, wzniesiono w latach 1889–1890. Wybudowano go w stylu neoromańskim. W XX wieku przeprowadzono w nim szereg remontów. Plebanię w Słupicach wybudowano w XVIII wieku, natomiast w Olesznej w latach 1985–1987.
Kościół filialny w Olesznej
Został wzniesiony w XIX wieku w stylu neogotyckim przez protestantów.
Kaplica mszalna w Piotrówku
Zbudowano ją w 1988.

## Statystyki
Parafia liczy 1500 wiernych. Jej proboszczem jest ks. Artur Bilski, który zastąpił ks. Marka Mielczarka i ks. Konrada Polesiaka. W parafii działa Żywy Różaniec, służba liturgiczna, Eucharystyczny Ruch Młodych i schola. 

### Miejscowości
W skład parafii wchodzą następujące miejscowości:
- Domaszów
- Karolin
- Młynica
- Oleszna
- Piotrówek
- Słupice